# Guy Million
Guy Million (Colombes, 22 de maio de 1932 — Chalon-sur-Saône, 4 de maio de 2004) foi um ciclista francês. Ele terminou em último lugar no Tour de France 1957.